# MTV Hits (Italie)
 (mai 2017).
Si vous disposez d'ouvrages ou d'articles de référence ou si vous connaissez des sites web de qualité traitant du thème abordé ici, merci de compléter l'article en donnant les références utiles à sa vérifiabilité et en les liant à la section « Notes et références ».
MTV Hits était une chaîne de télévision musicale italienne de MTV Italia lancée le 28 août 2003. Elle s'est arrêtée le 31 juillet 2015 et a été remplacée par la version européenne de MTV Hits.
Elle était diffusée sur le canal 704 de Sky Italia.